# Tinea pherauges
Tinea pherauges är en fjärilsart som beskrevs av Turner 1923. Tinea pherauges ingår i släktet Tinea och familjen äkta malar. Inga underarter finns listade i Catalogue of Life.